# San Mamed
San Mamed, (en asturleonés Sanamés) es una localidad del municipio de Rábano de Aliste, situada en la comarca de Aliste, perteneciente a la provincia de Zamora, comunidad autónoma de Castilla y León, España.

## Historia

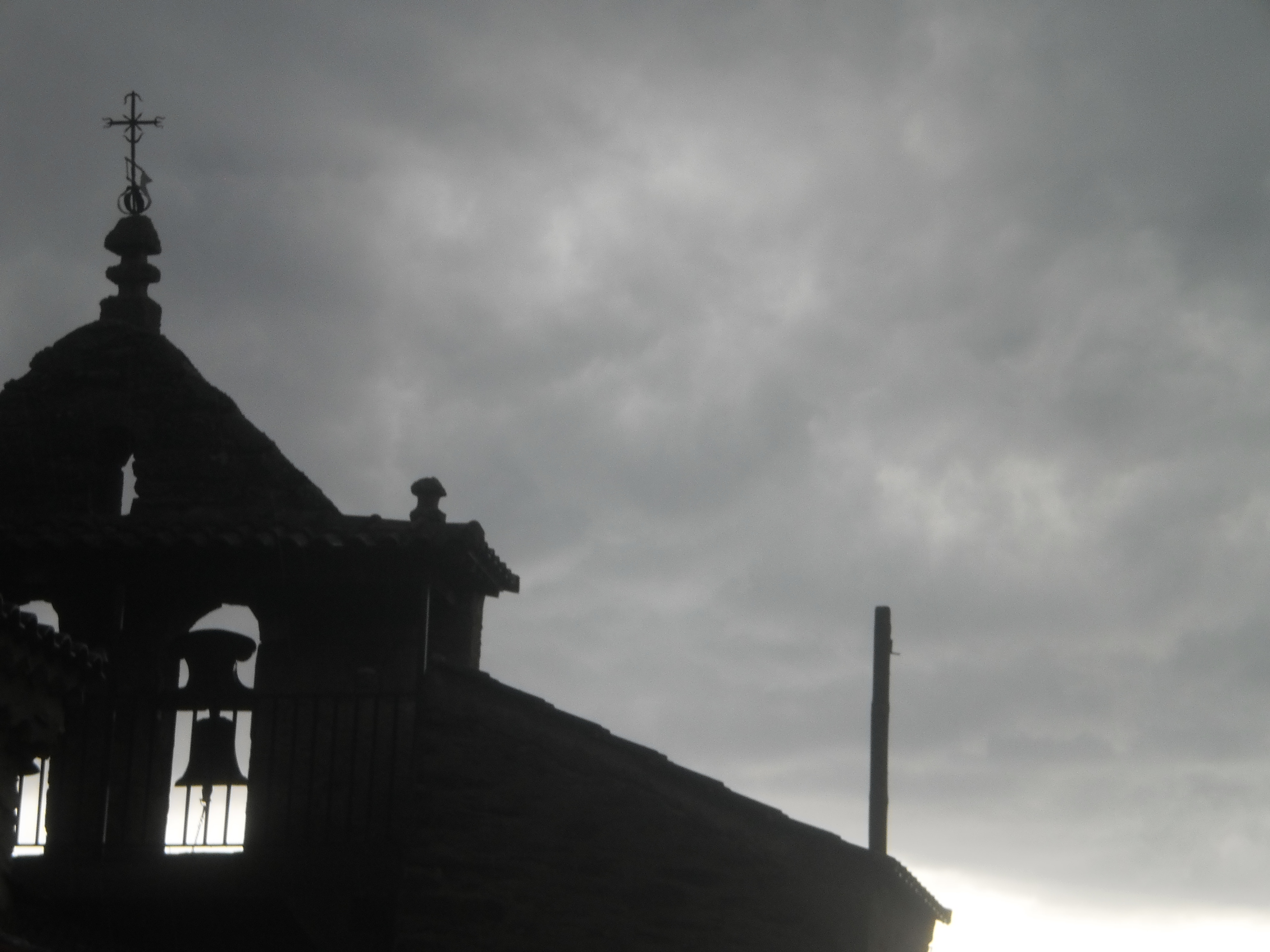
Iglesia

Durante la Edad Media San Mamed quedó integrado en el Reino de León, cuyos monarcas habrían acometido la repoblación de la localidad dentro del proceso repoblador llevado a cabo en Aliste. Tras la independencia de Portugal del reino leonés en 1143 la localidad habría sufrido por su situación geográfica los conflictos entre los reinos leonés y portugués por el control de la frontera, quedando estabilizada la situación a inicios del siglo XIII.
Posteriormente, en la Edad Moderna, estuvo integrado en el partido de Alcañices de la provincia de Zamora, tal y como reflejaba en 1773 Tomás López en Mapa de la Provincia de Zamora. Así, al reestructurarse las provincias y crearse las actuales en 1833, la localidad se mantuvo en la provincia zamorana, dentro de la Región Leonesa, integrándose en 1834 en el partido judicial de Alcañices, dependencia que se prolongó hasta 1983, cuando fue suprimido el mismo e integrado en el Partido Judicial de Zamora.
Finalmente, en torno a 1850, el antiguo municipio de San Mamed se integró en el de Villarino Tras la Sierra, pasando posteriormente al de Rábano de Aliste del que forma parte actualmente.

## Patrimonio
Conserva en buen estado sus viviendas construidas con piedra de un color rojizo. Su iglesia presenta una espadaña triangular de forma románica.

## Fiestas
Festeja Nuestra Señora de las Nieves, el 5 de agosto, San Mamed el 7 de agosto, y Santa Lucía, el 13 de diciembre.

## Ver
- Rábano de Aliste
- Sejas de Aliste
- Tola.